# Gheorghe Visu
Gheorghe Visu (n. 2 iulie 1951, București) este un actor român de film, radio, televiziune, scenă și voce.

## Biografie

### Studii
Gheorghe Visu, născut în București, a copilărit și studiat local, iar studiile liceale le-a urmat la Liceul nr. 25. Încă din adolescență a avut mai multe pasiuni, precum desenul și chitara, la maturitate a ales să studieze Arta actorului, la Institutul de Arta Teatrală și Cinematografică „I. L. Caragiale“. 

### Coleg cu mari actori
Datorită calităților sale fizice și actoricești, Gheorghe Visu a fost descoperit de producătorii din cinematografie și distribuit alături de actori și actrițe cu nume foarte cunoscute precum Radu Beligan, Valeria Seciu, Draga Olteanu, Matei Alexandru, Răzvan Vasilescu, Victor Rebengiuc, Gheorghe Dinică, Marin Moraru. Gheorghe Visu a fost admirat în cinematografe și aplaudat în sălile de teatru.
În 2016 și 2017 a fost recompensat cu șapte premii de interpretare (în film și teatru).
În teatru a debutat de foarte tânăr, ca elev și apoi ca student al I.A.T.C., la Teatrul Național din București, iar după absolvirea facultății 1974,  devine angajatul Teatrului Național din București.

## Filmografie

### Filme de cinema
- Un zâmbet pentru mai târziu, regia Alexandru Boiangiu, 1974
- Tată de duminică  (1975) - șoferul Firică
- Singurătatea florilor (1976) - șoferul Gigi
- Comoara din deal, regia Ion Cojar, 1976, personajul inginerul
- Profetul, aurul și ardelenii (1978) - Joshuah Waltrope
- E-atît de-aproape fericirea (1978)
- Gustul și culoarea fericirii (1978)
- Un om în loden (1979) - Nelu Mâțu
- Mihail, cîine de circ (1979)
- Bietul Ioanide (1980) - actorul Cioarec
- Mireasa din tren (1980) - Mihu (mirele)
- Punga cu libelule (1981) - Dincă Preda
- Un echipaj pentru Singapore (1982) - Vasile Georgescu
- Faleze de nisip (1983)
- Sfîrșitul nopții (1983)
- Să mori rănit din dragoste de viață (1984)
- Neamul Arjoca (film TV), regia Anca Ovanez, 1984
- Acasă, regia Constantin Vaeni, 1984
- Domnișoara Aurica, regia Șerban Marinescu, 1985
- Baltagul (film TV), regia Anca Ovanez Dorosenco, 1985, Gheorghiță
- Anotimpul iubirii (1987)
- Kilometrul 36, regia Anghel Mora, 1989
- Cei care plătesc cu viața (1989)
- Unde la soare e frig, regia Bogdan Dreyer, 1991
- Îl osândesc jurații ? (film TV), regia Cornel Todea, 1992
- Înnebunesc și-mi pare rău, regia Ion Gostin, 1992
- Balanța, regia Lucian Pintilie, 1992
- Nostradamus, regia Roger Christian, 1994, Ruggerio
- A részleg (The Outpost), regia Péter Gothár, 1995
- Terminus Paradis (1998) - Vătășescu
- Faimosul paparazzo (1999)
- Ultima gară, regia Bogdan Dreyer, 1999
- Golem, regia Anatol Reghintovschi, 2001, Vladimir
- Turnul din Pisa (2002) - banditul Ștefan
- Curat Caragiale! Parol!, regia Cornel Mihalache, 2002
- Istoria literaturii, regia Cornel Mihalache, 2003
- Examen (2003) - Mihai Stanciu
- Dulcea saună a morții, regia Andrei Blaier, 2003 – Agafon
- Bolondok éneke, regia Csaba Bereczky, 2003 – The professor
- Visul lui Liviu, regia Corneliu Porumboiu, 2004 – Tatal lui Liviu
- Totul pentru copiii mei, regia Luigi Perelli, 2004
- Hacker, regia Stere Gulea și Alexandra Gulea, 2004 – Dl. Lixandroiu
- Camera ascunsă, regia Bogdan Dreyer, 2004 – Horia
- Still Center (Buricul pământului), regia Carina Tăutu, 2005 – Mr. Crow
- Brand, regia Ilinca Stihi, 2005,(teatru tv), Brand
- Challenge Day, regia Nap Toader, 2005 – Marin Matache
- Iubire cu pumnul, regia Ana Mărgineanu, 2006 – Costi
- State de România – Student la Sorbona, regia Laurențiu Maronese și Iura Luncașu, 2009 – State Potcovaru
- State și Flacăra – Vacanță la Nisa, regia Iura Luncașu și Laurențiu Maronese, 2010 – State Potcovaru
- Ho Ho Ho 2: O loterie de familie, regia Jesús del Cerro, 2012 – Gabi
- Condamnat la viață, regia Bogdan Dreyer, 2013, personajul Notarul
- Jocul de-a vacanța (film de televiziune), regia Anca Colțeanu, 2016, personajul Bogoiu
- Câini, regia Bogdan Mirică, personajul Hogaș
- Ghinionistul (2017)
- Moromeții 2, regia Stere Gulea, 2018, personajul Matei Dimir
- Heidi, regia Cătălin Mitulescu, 2019, personajul Nea Mișu

### Filme documentare
- Mitul lui Mitica, regia Mihnea Columbeanu, 1982
- Insula Lemurilor, Madagascar, 2014
- Reconstituirea, regia Cornel Mihalache, 2015

### Roluri in seriale TV
- Cireșarii

- Toate pînzele sus, regia Mircea Mureșan, 1986-1987 – Pedro
- Poveste imorală , regia Constantin Dicu, 2000
- Lacrimi de iubire , regia Bogdan Tiberiu Dumitrescu, Iura Luncașu, 2005 – Anghel Popa
- Iubire ca în filme, regia Iura Luncașu, 2006 – Nicolae Stoian
- Inimă de țigan , regia Alexandru Fotea, Iura Luncașu, 2007 – State Potcovaru
- Regina, regia Iura Luncașu, Alex Fotea, Laurențiu Maronese, 2008 – State Potcovaru
- State de România, regia Iura Luncașu, 2009 – State Potcovaru
- Moștenirea , regia Laurențiu Maronese, Mihai Bratila, Iura Luncasu, 2010 – State Potcovaru
- Pariu cu viața , regia Iura Luncașu, Alex Fotea, Alexandru Borundel, 2012 - Dragoslav
- Iubire cu parfum de lavandă, 2024 - nea Bebe

### Filme dublate in limba româna
- Cartea Junglei, voce, 2003, Bagheera
- Cartea junglei 2, voce, 2003, Bagheera

## Voce
- Pușca de vânătoare, de Yasushi Inoue, audio book
- Tatăl nostru, rugăciune – Radio România Actualitați

## Teatru

### Teatru radiofonic
- Cursa de șoareci, regia Leonard Popoviciu, 1991
- Brand, regia Ilinca Stihi,
- Poveste de iarna I, regia Cezarina Udrescu, 2004
- Poveste de iarna II, regia Cezarina Udrescu, 2004
- Anna Brâncoveanu, Conteasa de Noailles, regia Cristian Munteanu, 2006
- Când ei, ce morți, vor învia. O biografie poetica a lui Henrik Ibsen, regia Ilinca Stihi, 2006
- Așteptându-l pe Godot, regia Gavril Pinte, 2006
- Năpasta, regia Gavril Pinte, 2006
- Amadeus, regia Ilinca Stihi, 2007
- Jacques Brel: Visând un imposibil vis, regia Leonard Popovici, 2007
- Finale – o călătorie imaginară cu Eugene Ionesco, regia Ilinca Stihi, 2008
- Meserii și fundături, regia Claudiu Goga, 2008
- Mama, regia Ilinca Stihi, 2014

### Roluri în teatru
- Jocul de-a vacanța de Mihail Sebastian, regia Mihai Berechet, 1971 - Jeff  Teatrul Național ”I.L. Caragiale” București – rol principal
- Dulcea pasăre a tinereții de Tennessee Williams, regia Mihai Berechet, 1972 – Teatrul Național ”I.L. Caragiale” București
- Într-o singură seară de Iosif Naghiu, regia Sanda Manu, 1974 - Petre Onofrei Teatrul Bulandra București
- Îmblânzirea scorpiei de William Shakespeare, regia Mihai Berechet, 1975 Josef Teatrul Național ”I.L. Caragiale” București
- Capul de Mihnea Gheorghiu, regia Letiția Popa, 1975 Teatrul Național ”I.L. Caragiale” București
- Căsătoria de N.V. Gogol, regia Sanda Manu, 1976 - Stepan Teatrul Național ”I.L. Caragiale” București
- Cyrano de Bergerac de Edmond Rostand, regia N.Al. Toscani, 1977 - Champagne, Santinela, Cadet  Teatrul Național ”I.L. Caragiale” București
- Câștigătorul trebuie ajutat de Iosif Naghiu, regia Ion Cojar, 1977 - Geo Teatrul Național ”I.L. Caragiale” București
- Romulus cel Mare de Friedrich Durrenmatt, regia Sanda Manu, 1977 Teatrul National Bucuresti
- Fata din Andros de Terentiu, regia Grigore Gonța, 1978 - Pamphilus Teatrul Național ”I.L. Caragiale” București
- A treia țeapă de Marin Sorescu, regia Sanda Manu, 1979 - Ologul Teatrul Național ”I.L. Caragiale” București
- Monolog cu fața la perete de Paul Georgescu, regia Sanda Manu, 1979 - Tânărul Teatrul Național ”I.L. Caragiale” București
- Platonov de A.P. Cehov, regia Ivan Helmer, 1994 - Nikolai Ivanovici Trilețki, fiul colonelului Trilețki Teatrul Național ”I.L. Caragiale” București
- Labirintul de Fernando Arrabal, regia Gavril Pinte, 1995 - Etienne Teatrul ”Toma Caragiu” Ploiești
- Tamerlan cel Mare de Christopher Marlowe, regia Victor Ioan Frunză, 1996,Baiazid Teatrul Național ”I.L. Caragiale” București
- Maestrul și Margareta de Mihail Bulgakov, regia Cătălina Buzoianu, 1980 - Ivan Bezdomnii, Levi Matei, Teatrul Mic Bucuresti
- Mârâiala de Paul Cornel Chitic, regia Cristian Hadji-Culea, 1981 - Caina Teatrul Mic Bucuresti
- Niște Țărani de Dinu Săraru, regia Cătălina Buzoianu, 1981 - Alexandru Teatrul Mic Bucuresti
- Ca frunza dudului... de Dumitru Radu Popescu, regia Cătălina Buzoianu, 1982 Mitru Turbatu Teatrul Mic Bucuresti
- Richard al III-lea de William Shakespeare, regia Silviu Purcărete, 1983 - Ducele de Buckingham Teatrul Mic Bucuresti
- Mitică Popescu de Camil Petrescu, regia Cristian Hadji-Culea, 1984 - Secretarul ministerial  Teatrul Mic Bucuresti
- Cu tot ce am aparțin acestui pământ, dramatizare de Nicolae Dragoș, regia Silviu Purcărete, 1984 - Recitator Teatrul Mic Bucuresti
- Doamna cu Camelii de Alexandre Dumas, regia Cătălina Buzoianu, 1985 - Armand Duval Teatrul Mic Bucuresti
- Mielul turbat de Aurel Baranga, regia Silviu Purcărete, 1985 - Tache Imireanu Teatrul Mic Bucuresti
- Amurgul Burghez de Romulus Guga, regia Dan Pița, 1986 - Georges  Teatrul Mic Bucuresti
- Coriolan de William Shakespeare, regia Dinu Cernescu, 1987 - Titus Lartius Teatrul Mic Bucuresti
- O scrisoare pierdută de Ion Luca Caragiale, regia Silviu Purcărete, 1988 Cetățeanul turmentat  Teatrul Mic Bucuresti
- Maidanul cu dragoste de George Mihail Zamfirescu, regia Grigore Gonța, 1989 Vulpașin Teatrul Mic Bucuresti
- Mlaștina de Caryl Churchill, regia Andreea Vulpe, 1991 - Frank  Teatrul Mic Bucuresti
- Elisabeta din întâmplare o femeie de Dario Fo, regia Mihai Lungeanu, 1991 - Thomas Teatrul Mic Bucuresti
- Pescărușul de A. P. Cehov, regia Cătălina Buzoianu, 1993  - Boris Alexeevici Trigorin Teatrul Mic Bucuresti
- Sfârșitul Troiei de Walter Jens, regia Vlad Mugur, 1994 - Talthybios  Teatrul Mic Bucuresti
- Cum vă place de William Shakespeare, regia Nona Ciobanu, 1996 -  Jacques Teatrul Mic Bucuresti
- Bine, mamă, da’ăștia povestesc în actu’ doi ce se întâmplă în actu’întâi de Matei Vișniec, regia Nona Ciobanu, 1998 - Grubi Teatrul Mic Bucuresti
- Sonata fantomelor de August Strindberg, regia Cătălina Buzoianu, 1999,Bengtsson Teatrul Mic Bucuresti
- Spirit de Margaret Edson, regia Cătălina Buzoianu, 2001  - Harvey Kelekian, Doctor în medicină, Șeful departamentului de oncologie de la Spitalul Universitar Teatrul Mic Bucuresti
- Viitorul e maculatură de Vlad Zografi, regia Nona Ciobanu, 2002  - Alexandru David, informatician Teatrul Mic Bucuresti
- Baal de Bertolt Brecht, regia Dragoș Galgoțiu, 2002 - Vagabondul, Watzman, Teatrul Mic Bucuresti
- 89..89...fierbinte după ’89, regia Ana Margineanu,2004, Teatrul Mic București
- Brand de Henrik Ibsen, regia Ilinca Stihi, 2005, Brand, Biserica Lutherana București
- Barrymore de William Luce, regia Sabin Popescu, 2007 Teatrul Național ”Mihai Eminescu” Timișoara
- Hamelin de Juan Mayorga, regia Claudiu Goga, 2008 – Montero, Teatrul Mic Bucuresti
- Closer, regia Ilinca Stihi, 2010- Larry, Teatrul Mic București
- Stăpânii rulotei de Gerald Murphy, regia Dan Tudor, 2012 – Eddie, Teatrul de Comedie București
- Bădăranii de Carlo Goldoni, regia Dan Tudor – Canciano, 2013, Teatrul Metropolis Bucuresti
- Volpone de Ben Jonson, regia Vlad Cristache, 2013 - Volpone Teatrul Mic Bucuresti
- Numele de Jon Fosse, regia Vlad Cristache, 2014 - Tatăl Teatrul Mic Bucuresti
- Vania și Sonia și Mașa și Spike de Christopher Durang, regia Horia Suru, 2015 Vania Teatrul Mic Bucuresti – rol principal
- Anul dispărut.1989 de Peca Ștefan, regia Ana Mărgineanu, 2015 Teatrul Mic Bucuresti
- Nina sau despre fragilitatea pescărușilor îmoaiați de Matei Vișniec, regia Alexandru Maftei,2016 – Trigorin, Teatrul de Comedie București
- Suflete moarte, dramatizare de Mihail Bulgacov dupa N.V.Gogol, regia Vlad Cristache, 2016 – Nozdriov, Teatrul de Comedie București
- Deșteptarea primăverii, de Frank Wedekind, regia Vlad Cristache  Rectorul/Omul cu mască, 2017 – Teatrul Mic București
- Umbre de Marilia Samper, regia Vlad Cristache, Tatăl – 2017
- Anul Dispărut 2007, de Ștefan Peca, regia Ana Mărgineanu, Tatăl - 2017
- Maria de Buenos Aires, libret Horacio Ferrer, regia Răzvan Mazilu - 2020 - TEATRELLI
- Cenușa, de Samuel becket, regia Toma Dănilă -2021- POINT
- Ioana D” Arc- O Altă Moarte, de Stefan Tzanev, regia Nic Ularu - 2022- ATENEUL NAȚIONAL IAȘI

## Premii
- Cel mai bun actor în rol secundar la Gala Premiilor UNITER pentru rolul Nozdriov, moșier din spectacolul Suflete moarte, de la Teatrul de Comedie București
- Premiul pentru cel mai bun actor în  rol principal ”Trofeul Gopo”,  Gala Premiilor Gopo 2017, pentru rolul Hogaș din filmul
- Premiul pentru cea mai bună interpretare masculină la Festivalului de Comedie 2016 de la Galați pentru rolul Vania din spectacolul Vania și masa și Sonia și Spike
- Premiul pentru cel mai bun actor la  Festivalul de Dramaturgie Contemporană Brașov 2016 pentru rolul Vania din spectacolul Vania și masa și Sonia și Spike
- Premiul pentru cel mai bun actor “Heart of Sarajevo” la Sarajevo Film Festival 2016 pentru rolul Hogaș din filmul Câini
- Premiul pentru interpretare masculină GEO BARTON, Gala Premiilor UCIN, pentru rolul Hogaș din filmul Câini
- Trofeul FILM 4 FAN 2016 – Festivalul Film 4 Fan Sinaia
- Premiul pentru cel mai bun actor la Festivalul de Dramaturgie Contemporană Brașov 2004 pentru rolul din spectacolul 8PT N9UA, 89 …..FIERBINTE DUPĂ’89
- Premiul pentru cel mai bun actor, Festivalul Dramaturgiei Românești Timișoara 2004 pentru rolul din spectacolul  8PT  N9UA, 89 …..FIERBINTE DUPA ‘89
- Ordinul Meritul Cultural în grad de Ofițer, Categoria D - "Arta Spectacolului" (7 februarie 2004), „în semn de apreciere a întregii activități și pentru dăruirea și talentul interpretativ pus în slujba artei scenice și a spectacolului”. [3]
- Premiul pentru interpretare masculină rol secundar UCIN   Înnebunesc și-mi pare rău (1991)
- Mențiune specială pentru interpretare pentru rolul său din filmul Să mori rănit din dragoste de viață Costinești  (1984)
- Diplomă de onoare acordată de Asociația Cineaștilor din România (ACIN) pentru rolul său din filmul Să mori rănit din dragoste de viață (1984)[4]